# Herona sumatrensis
Herona sumatrensis är en fjärilsart som beskrevs av Hans Fruhstorfer 1893. Herona sumatrensis ingår i släktet Herona och familjen praktfjärilar. Inga underarter finns listade i Catalogue of Life.